# Larva migrans visceral
A larva migrans visceral (LMV) é uma síndrome causada pela migração de larvas de Toxocara canis e Toxocara cati pelo organismo humano. Foi reportada pela primeira vez em 1952.